# Kangiqsualujjuaq (terre réservée inuite)
Pour Kangiqsualujjuaq (village nordique), voir Kangiqsualujjuaq.
Kangiqsualujjuaq est une terre réservée inuit du Nunavik, dans l'administration régionale Kativik, dans la région administrative Nord-du-Québec, au Québec (Canada).